# Деметрія Вашингтон
Деметрія Вашингтон Девіс (англ. Demetria Washington Davis; нар. 31 грудня 1979) — американська легкоатлетка, яка спеціалізувалася на спринті.

## Спортивні досягнення
Чемпіонка світу з естафетного бігу 4×400 метрів (2003).
Фіналістка (4-е місце) чемпіонату світу з естафетного бігу 4×400 метрів (2001, виступала в забігу).
Чемпіонка Універсіади з бігу на 400 метрів та з естафетного бігу 4×400 метрів (2001).
Віцечемпіонка США з бігу на 400 метрів (2003).
Бронзова призерка чемпіонату США в приміщенні з бігу на 400 метрів (2004).